# Bitwa pod Budziskami
Bitwa pod Budziskami – bitwa stoczona 19 czerwca 1831 roku  podczas powstania listopadowego.

## Przebieg bitwy
Podczas wyprawy na rosyjski korpus Fiodora Rydygiera korpus Antoniego Jankowskiego w sile 12 batalionów, 28 szwadronów i 30 dział zatrzymał się wieczorem 18 czerwca w Budziskach, Serokomli, Talczynie, Kocku i Rudzie. W tym samym czasie korpus Ramoriny liczący 9 baonów, 8 i 1/2 szwadronów i 10 dział przeszedł Wieprz, a jego straż przednia dotarła do Sobieszyna. Natomiast Rydygier, który nie miał pojęcia o korpusie Jankowskiego, wraz ze swym korpusem liczącym 12 batalionów, 21 szwadronów i 24 działa stanął na noc w Przytocznem.
Jankowski w nocy wydał rozkazy nakazujące skupienie sił jego korpusu. Nie dotarły one jednak do Karola Turny, który mając ze sobą 5 batalionów, 7 szwadronów i 8 dział maszerował nocą na Przytoczną, by odciąć Rosjanom odwrót. Niespodziewanie zaatakowany został około godziny 3. Przyjął walkę, która trwała do godziny 8 rano. Nie mając wiadomości od Jankowskiego, rozpoczął odwrót na Budziska i Krzówkę. Gdy Rydygier dowiedział się od jeńców, że znajduje się w obliczu korpusu Jankowskiego, przystąpił do szybkiego odwrotu, ratując się dzięki temu przed okrążeniem.